# Жанабазар
Жанабаза́р (каз. Жаңабазар) — село у складі Казигуртського району Туркестанської області Казахстану. Адміністративний центр Жанабазарського сільського округу.
Населення — 3417 осіб (2021; 2854 у 2009, 2656 у 1999, 2374 у 1989).